# لیگ برتر والیبال مردان ایران
لیگ برتر والیبال ایران یا سوپر لیگ والیبال ایران یک لیگ حرفه‌ای والیبال است که میان تیم‌های ایرانی توسط فدراسیون والیبال ایران برگزار می‌شود، سوپرلیگ والیبال ایران بالاترین سطح مسابقات باشگاهی والیبال در ایران است. لیگ باشگاهی والیبال ایران در دوره پهلوی و از سال ۱۳۵۴ با عنوان جام پاسارگاد آغاز شد و برای ۳ دوره پیش از انقلاب ۱۳۵۷ برگزار شد. باشگاه دخانیات تهران در اولین دوره این مسابقات به قهرمانی ایران رسید. از سال ۱۳۶۹ به شکل فعلی آغاز شده و از سال ۱۳۸۷ با شرکت ۱۲ تیم برگزار می‌شود. موفق‌ترین تیم‌ها، پیکان تهران با ۱۲ قهرمانی، صنام تهران با ۴ قهرمانی، بانک سرمایه و فولاد سیرجان ایرانیان با ۳ قهرمانی و تیم‌های شهرداری ورامین، کاله مازندران، استقلال تهران، شهداب یزد، بنیاد شهید تهران و فجر سپاه تهران هر کدام با ۲ قهرمانی، به ترتیب موفق‌ترین تیم‌های ادوارهای سوپر لیگ والیبال ایران هستند.
تیم اول لیگ به قهرمانی باشگاه‌های آسیا راه می‌یابد.

## پیشینه

تصویر تیم دخانیات تهران قهرمان اولین دوره جام پاسارگاد، قبل از بازی دور رفت مقابل پرسپولیس تهران. این بازی را دخانیات ۳ بر صفر پیروز شد. تصویر از مجله دنیای ورزش شماره ۲۶۸.

اولین دوره لیگ والیبال ایران در سال ۱۳۵۴ به همت ابراهیم نعمتی اولین داور بین‌المللی والیبال ایران با عنوان جام پاسارگاد در زمان ریاست فرهاد مسعودی بر فدراسیون والیبال ایران با حضور ۱۲ تیم برگزار شد که در انتها دخانیات تهران قهرمان شد تا نامش به عنوان نخستین قهرمان لبگ حرفه‌ای ایران ثبت شود، دو نشریه قدیمی نیز رویکرد ایده‌آلی برای انعکاس هفتگی لیگ داشتند. این جام در سال ۱۳۵۵ با همان تعداد تیم ادامه یافت که این بار تاج تهران قهرمان شد. در سال ۱۳۵۶ مسابقات با شرکت ۱۰ تیم آغاز و در سال ۱۳۵۷ پایان یافت و استقلال بار دیگر بر سکوی اول تکیه زد. در سال ۱۳۵۷ با اوج‌گیری انقلاب اسلامی ایران تشکیلات ورزش و والیبال دستخوش تغییراتی شد و لیگ تعطیل شد.
مسابقات والیبال حذفی باشگاه‌های ایران نیز در کنار لیگ برگزار می‌شده است که در سال ۱۳۵۶ این مسابقات با عنوان جام ستاره‌ها برگزار شد که در آن تیم تاج تهران پس از شکست دادن تیم ایرانا به مقام قهرمانی دست یافت. در سال ۱۳۶۸ اولین دوره جام حذفی باشگاه‌های والیبال ایران پس از انقلاب در زمان پرویز خاکی رئیس وقت فدراسیون والیبال انجام گرفت که استقلال تهران با غلبه بر تیم نئوپان گنبد قهرمان شد. پس از آن در دوران ریاست پرویز خاکی از سال ۱۳۶۶ تا ۱۳۶۸ بود و مسابقات والیبال ایران به صورت استانی انجام می‌شد که تهران قهرمان سه دوره لقب گرفت.
اواخر سال ۱۳۶۸ با انتصاب محمدرضا یزدانی خرم به ریاست فدراسیون والیبال در دوره ریاست حسن غفوری فرد بر سازمان تربیت بدنی تحولات اساسی در ساختار والیبال به وجود آمد و لیگ برتر به مسئولیت رضا هدایتی هفتمین داور جهانی والیبال راه‌اندازی شد. پس از حمله عراق به ایران و آغاز جنگ از ۳۱ شهریور ۱۳۵۹ لیگ برتر والیبال ایران به مدت ۱۲ سال برگزار نشد تا اینکه در سال ۱۳۶۹ چهارمین دوره این رقابت‌ها با حضور ۱۰ تیم به صورت دوره‌ای برگزار شد. از سال ۱۹۷۹ در جام موسوم به صلح رقابت‌های والیبال باشگاهی در ایران وارد فاز جدیدی شد که هر روز تکامل بیشتری یافت.
از سال ۱۳۶۹ لیگ برتر والیبال با شرکت ۱۰ تیم با عنوان جام فجر شروع شد و تا سال ۱۳۷۷ که با این نام انجام می‌شد هر سال تعداد تیم‌ها به صورت عجیبی زیاد یا کم می‌شد. با وجود آنکه گاهی تعداد تیم‌ها یه ۹ یا ۸ و حتی به ۷ رسید اما فدراسیون به دلیل نرسیدن تعداد تیم‌ها به حدنصاب، لیگ را تعطیل نکرد.
در سال ۱۳۸۳ لیگ والیبال ۱۸ تیمی شد و به مدت پنج سال ادامه یافت، در سال ۱۳۸۸ مسابقات به ۱۶ تیم کاهش یافت و با نام جام وحدت پیگیری شد. در سال ۱۳۸۹ که لیگ به صورت قانونی، حرفه‌ای شد، با حضور ۱۲ تیم تا ۱۳۹۲ ادامه یافت. سال ۱۳۹۳ تصمبم بر آن شد که لیگ با ۱۴ تیم در دو گروه هفت تیمی انجام شود ولی تیم‌ها از این روش استقبال نکردند و عمر آن یکسال بیشتر نبود. در نهایت از سال ۱۳۹۴ لیگ برتر والیبال با ۱۴ تیم در یک گروه برگزار می‌شود. از آنجا که فدراسیون والیبال اولین فدراسیونی بود که مسابقات باشگاهی خودش را تحت عنوان «لیگ برتر» برگزار کرد و بعد از برگزاری رقابت‌ها به این شیوه بود در دیگر فدراسیون‌ها هم فراگیر شد. در حال حاضر هر سال سوپر لیگ ایران به نام‌های مختلف یا همان پسوند نامگذاری می‌شود.

## رقابت‌ها

### جام پاسارگاد
| دوره | فصل       | قهرمان                                                                                         | نایب‌قهرمان                                                                                     | جایگاه سوم                                                                                     |
| ---- | --------- | ---------------------------------------------------------------------------------------------- | ---------------------------------------------------------------------------------------------- | ---------------------------------------------------------------------------------------------- |
| ۱    | ۱۳۵۴      | دخانیات تهران                                                                                  | پرسپولیس تهران                                                                                 | تاج تهران                                                                                      |
| ۲    | ۱۳۵۵      | تاج تهران                                                                                      | پرسپولیس تهران                                                                                 | ذوب آهن اصفهان                                                                                 |
| ۳    | ۱۳۵۶      | تاج تهران                                                                                      | ایرانا تهران                                                                                   | لیفتراک‌سازی تبریز                                                                              |
| –    | ۱۳۵۷-۱۳۶۸ | لیگ ملی وجود نداشت و تنها لیگ‌های استانی برگزار می‌شد. (به خاطر انقلاب ایران و جنگ ایران و عراق) | لیگ ملی وجود نداشت و تنها لیگ‌های استانی برگزار می‌شد. (به خاطر انقلاب ایران و جنگ ایران و عراق) | لیگ ملی وجود نداشت و تنها لیگ‌های استانی برگزار می‌شد. (به خاطر انقلاب ایران و جنگ ایران و عراق) |

### دسته‌یک
| دوره | فصل  | قهرمان           | نایب‌قهرمان       | جایگاه سوم       |
| ---- | ---- | ---------------- | ---------------- | ---------------- |
| ۴    | ۱۳۶۹ | بنیاد شهید تهران | بانک ملی تهران   | بانک مازندران    |
| ۵    | ۱۳۷۰ | بنیاد شهید تهران | بانک ملی تهران   | بانک تجارت تهران |
| ۶    | ۱۳۷۱ | بانک ملی تهران   | بانک تجارت تهران | ذوب آهن اصفهان   |
| ۷    | ۱۳۷۲ | آبگینه قزوین     | بانک ملی تهران   | بانک تجارت تهران |
| ۸    | ۱۳۷۳ | فجر سپاه تهران   | فولاد خوزستان    | ریخته‌گری تبریز   |
| ۹    | ۱۳۷۴ | فجر سپاه تهران   | پرسپولیس تهران   | ذوب آهن اصفهان   |
| ۱۰   | ۱۳۷۵ | پیکان تهران      | ذوب آهن اصفهان   | فجر سپاه تهران   |

### لیگ برتر
| دوره | فصل  | قهرمان                                                         | نایب‌قهرمان                                                     | جایگاه سوم                                                     |
| ---- | ---- | -------------------------------------------------------------- | -------------------------------------------------------------- | -------------------------------------------------------------- |
| ۱۱   | ۱۳۷۶ | پیکان تهران                                                    | ذوب آهن اصفهان                                                 | آبگینه قزوین                                                   |
| ۱۲   | ۱۳۷۷ | پیکان تهران                                                    | صنام تهران                                                     | ذوب آهن اصفهان                                                 |
| ۱۳   | ۱۳۷۸ | پیکان تهران                                                    | موتوژن تبریز                                                   | صنام تهران                                                     |
| ۱۴   | ۱۳۷۹ | صنام تهران                                                     | پیکان تهران                                                    | ابومسلم خراسان                                                 |
| ۱۵   | ۱۳۸۰ | صنام تهران                                                     | پیکان تهران                                                    | پاس تهران                                                      |
| ۱۶   | ۱۳۸۱ | پیکان تهران                                                    | صنام تهران                                                     | پاس تهران                                                      |
| ۱۷   | ۱۳۸۲ | صنام تهران                                                     | پیکان تهران                                                    | پگاه ارومیه                                                    |
| ۱۸   | ۱۳۸۳ | صنام تهران                                                     | پگاه ارومیه                                                    | پیکان تهران                                                    |
| ۱۹   | ۱۳۸۴ | پیکان تهران                                                    | سایپا تهران                                                    | آذرپیام ارتباطات ارومیه                                        |
| ۲۰   | ۱۳۸۵ | پیکان تهران                                                    | گل‌گهر سیرجان                                                   | سایپا تهران                                                    |
| ۲۱   | ۱۳۸۶ | پیکان تهران                                                    | سایپا تهران                                                    | پگاه ارومیه                                                    |
| ۲۲   | ۱۳۸۷ | پیکان تهران                                                    | سایپا تهران                                                    | فولاد ارومیه بیم مازندران                                      |
| ۲۳   | ۱۳۸۸ | پیکان تهران                                                    | سایپا کرج                                                      | کاله مازندران                                                  |
| ۲۴   | ۱۳۸۹ | پیکان تهران                                                    | سایپا البرز                                                    | کاله مازندران                                                  |
| ۲۵   | ۱۳۹۰ | کاله مازندران                                                  | سایپا البرز                                                    | پیکان تهران شهرداری ارومیه                                     |
| ۲۶   | ۱۳۹۱ | کاله مازندران                                                  | متین ورامین                                                    | پیکان تهران                                                    |
| ۲۷   | ۱۳۹۲ | متین ورامین                                                    | کاله مازندران                                                  | شهرداری ارومیه                                                 |
| ۲۸   | ۱۳۹۳ | پیکان تهران                                                    | شهرداری ارومیه                                                 | شهرداری تبریز                                                  |
| ۲۹   | ۱۳۹۴ | بانک سرمایه تهران                                              | پیکان تهران                                                    | شهرداری ارومیه ثامن‌الحجج خراسان                                |
| ۳۰   | ۱۳۹۵ | بانک سرمایه تهران                                              | پیکان تهران                                                    | شهرداری ارومیه                                                 |
| ۳۱   | ۱۳۹۶ | بانک سرمایه تهران                                              | خاتم اردکان                                                    | پیکان تهران شهرداری تبریز                                      |
| ۳۲   | ۱۳۹۷ | شهرداری ورامین                                                 | سایپا تهران                                                    | پیام خراسان کاله مازندران                                      |
| ۳۳   | ۱۳۹۸ | لیگ نیمه کاره ماند. (به علت همه گیری بیماری کووید–۱۹ در ایران) | لیگ نیمه کاره ماند. (به علت همه گیری بیماری کووید–۱۹ در ایران) | لیگ نیمه کاره ماند. (به علت همه گیری بیماری کووید–۱۹ در ایران) |
| ۳۴   | ۱۳۹۹ | فولاد سیرجان ایرانیان                                          | شهرداری ارومیه                                                 | هراز آمل سپاهان اصفهان                                         |
| ۳۵   | ۱۴۰۰ | شهداب یزد                                                      | پیکان                                                          | فولاد سیرجان ایرانیان سپاهان اصفهان                            |
| ۳۶   | ۱۴۰۱ | شهداب یزد                                                      | هراز آمل                                                       | پاس گرگان پیکان تهران                                          |
| ۳۷   | ۱۴۰۲ | فولاد سیرجان ایرانیان                                          | شهداب یزد                                                      | شهرداری ارومیه پیکان تهران                                     |
| ۳۸   | ۱۴۰۳ | فولاد سیرجان ایرانیان                                          | شهداب یزد                                                      | شهرداری ارومیه چادرملو اردکان                                  |

## رده‌بندی باشگاه‌ها بر اساس عنوان

### رده‌بندی باشگاه‌ها بر اساس بیشترین قهرمانی
| باشگاه                | قهرمانی | نایب‌قهرمانی | سال‌های قهرمانی                                                         | سال‌های نایب‌قهرمانی                       |
| --------------------- | ------- | ----------- | ---------------------------------------------------------------------- | ---------------------------------------- |
| پیکان تهران           | ۱۲      | ۶           | ۱۳۷۵، ۱۳۷۶، ۱۳۷۷، ۱۳۷۸، ۱۳۸۱، ۱۳۸۴، ۱۳۸۵، ۱۳۸۶، ۱۳۸۷، ۱۳۸۸، ۱۳۸۹، ۱۳۹۳ | ۱۳۷۹، ۱۳۸۰، ۱۳۸۲، ۱۳۹۴، ۱۳۹۵، ۱۴۰۰       |
| صنام تهران            | ۴       | ۲           | ۱۳۷۹، ۱۳۸۰، ۱۳۸۲، ۱۳۸۳                                                 | ۱۳۷۷، ۱۳۸۱                               |
| بانک سرمایه تهران     | ۳       | ۰           | ۱۳۹۴، ۱۳۹۵، ۱۳۹۶                                                       | –                                        |
| فولاد سیرجان ایرانیان | ۳       | ۰           | ۱۳۹۹ ،۱۴۰۲، ۱۴۰۳                                                       | –                                        |
| مقاومت شهداب یزد      | ۲       | ۲           | ۱۴۰۰، ۱۴۰۱                                                             | ۱۴۰۳، ۱۴۰۲                               |
| کاله مازندران         | ۲       | ۱           | ۱۳۹۰، ۱۳۹۱                                                             | ۱۳۹۲                                     |
| شهرداری ورامین        | ۲       | ۱           | ۱۳۹۲، ۱۳۹۷                                                             | ۱۳۹۱                                     |
| استقلال تهران         | ۲       | ۰           | ۱۳۵۵، ۱۳۵۶                                                             | –                                        |
| بنیاد شهید تهران      | ۲       | ۰           | ۱۳۶۹، ۱۳۷۰                                                             | –                                        |
| فجر سپاه تهران        | ۲       | ۰           | ۱۳۷۳، ۱۳۷۴                                                             | –                                        |
| بانک ملی تهران        | ۱       | ۳           | ۱۳۷۱                                                                   | ۱۳۶۹، ۱۳۷۰، ۱۳۷۲                         |
| دخانیات تهران         | ۱       | ۰           | ۱۳۵۴                                                                   | –                                        |
| آبگینه قزوین          | ۱       | ۰           | ۱۳۷۲                                                                   | –                                        |
| سایپا تهران           | ۰       | ۷           | –                                                                      | ۱۳۸۴، ۱۳۸۶، ۱۳۸۷، ۱۳۸۸، ۱۳۸۹، ۱۳۹۰، ۱۳۹۷ |
| پرسپولیس تهران        | ۰       | ۳           | –                                                                      | ۱۳۵۴ ،۱۳۵۵ ،۱۳۷۴                         |
| شهرداری ارومیه        | ۰       | ٣           | –                                                                      | ۱۳۸۳ ،۱۳۹۳ ،۱۳۹۹                         |
| ذوب آهن اصفهان        | ۰       | ۲           | –                                                                      | ۱۳۷۵ ،۱۳۷۶                               |
| ایرانا تهران          | ۰       | ۱           | –                                                                      | ۱۳۵۶                                     |
| بانک تجارت تهران      | ۰       | ۱           | –                                                                      | ۱۳۷۱                                     |
| فولاد خوزستان         | ۰       | ۱           | –                                                                      | ۱۳۷۳                                     |
| موتوژن تبریز          | ۰       | ۱           | –                                                                      | ۱۳۷۸                                     |
| گل گهر سیرجان         | ۰       | ۱           | –                                                                      | ۱۳۸۵                                     |
| خاتم اردکان           | ۰       | ۱           | –                                                                      | ۱۳۹۶                                     |
| هراز آمل              | ۰       | ۱           | –                                                                      | ۱۴۰۱                                     |

- در سال‌های ۱۳۹۰، ۱۳۹۴، ۱۳۹۶ و ۱۳۹۷ عنوان سوم مشترک برای دو تیم در نظر گرفته شده است.
- تیم شهرداری ارومیه قبلاً با نام پگاه ارومیه در لیگ حضور داشت.

### رده‌بندی باشگاه‌ها بر اساس برد و باخت
| تیم            | تعداد برد | باخت متوالی بعد از برد |
| -------------- | --------- | ---------------------- |
| صنام           | ۱۶        | ۰                      |
| پیکان          | ۲۶        | ۲                      |
| پیکان          | ۲۱        | ۵                      |
| پیکان          | ۱۳        | ۱                      |
| کاله           | ۱۰        | ۱                      |
| شهرداری ورامین | ۹         | ۱                      |

## تعداد تیم‌ها
از سال ۱۳۶۹ که رقابت‌ها دوباره بعد از توقف ۱۲ ساله آغاز شد، لیگ برتر تا کنون به طور پیاپی ادامه یافته است. در سال‌های ۱۳۷۱ تا ۱۳۷۴ و ۱۳۷۶ (پنج دوره) این رقابت‌ها با هشت تیم برگزار شده است. از نظر تعداد تیم‌های شرکت کننده، کم‌ترین تعداد در دوره دوازدهم یعنی سال ۱۳۷۷ بوده است که رقابت‌ها با حضور هفت تیم برگزار شد و بیش‌ترین حضور تیم‌ها نیز در دوره هجدهم در سال ۱۳۸۳ که رقابت‌‌ها با حضور ۱۸ تیم برگزار شد. در حال حاضر ۱۴ تیم در لیگ برتر والیبال ایران حضور دارند. از نظر تعداد تیم‌های شرکت کننده، کم‌ترین تعداد در دوره دوازدهم یعنی سال ۱۳۷۷ بوده است که رقابت‌ها با حضور هفت تیم برگزار شد و بیش‌ترین حضور تیم‌ها نیز در دوره هیجدهم در سال ۱۳۸۳ که رقابت‌‌ها با حضور ۱۸ تیم پیگیری شد.

## عنوان‌ها بر اساس استان
|    | استان          | قهرمان | نایب‌قهرمان | سوم |
| -- | -------------- | ------ | ---------- | --- |
| ۱  | تهران          | ۲۹     | ۲۰         | ۱۲  |
| ۲  | کرمان          | ۳      | ۱          | ۱   |
| ۳  | مازندران       | ۲      | ۲          | ۵   |
| ۴  | یزد            | ۲      | ۲          | -   |
| ۵  | قزوین          | ۱      | -          | ۱   |
| ۶  | البرز          | -      | ۳          | -   |
| ۷  | آذربایجان غربی | -      | ٣          | ۸   |
| ۸  | اصفهان         | -      | ۲          | ۴   |
| ۹  | آذربایجان شرقی | -      | ۱          | ۴   |
| ۱۰ | خوزستان        | -      | ۱          | -   |
| ۱۱ | خراسان رضوی    | -      | -          | ۳   |

شهرهایی مانند ارومیه، گنبد و آمل سابقه بیشتری در لیگ برتر ایران داشته اند، اما با نام‌های متفاوت و اسپانسرهای مختلفی در مسابقات شرکت کردند که جایگاه حقوقی ثابت و مستقل نداشتند. حتی در برخی سال‌ها دو نماینده از این شهرها در لیگ برتر حضور داشتند.
فهرست نمایندگان ارومیه، گنبد و آمل در اداور مختلف لیگ برتر مردان به شکل زیر است:
- ارومیه (۴۲ حضور): پاس رضاییه (۱۳۵۴)، ساندیس ارومیه (۱۳۵۶)، راه‌وترابری ارومیه (۱۳۶۹، ۷۰ و ۷۱)، مقاومت ارومیه (۱۳۷۳ تا ۱۳۷۷ و ۱۳۷۹)، مقاومت استقلال ارومیه (۱۳۷۸)، شهید باکری ارومیه (۱۳۸۰)، سمن‌سو ارومیه (۱۳۸۱)، پگاه ارومیه (۱۳۸۲ تا ۱۳۸۶)، آذرپیام ارومیه (۱۳۸۳ تا ۱۳۸۵)، هیات والیبال ارومیه (۱۳۸۶، ۱۳۸۸ و ۱۳۸۹)، فولاد ارومیه (۱۳۸۷)، دورنا ارومیه (۱۳۹۷)، آذرباتری ارومیه (۱۳۹۹ و ۱۴۰۰) و شهرداری ارومیه (۱۳۹۰ تا کنون)

- گنبد کاووس (۲۸ حضور): نئوپان گنبد (۱۳۷۵ تا ۱۳۷۷، ۱۳۷۹ تا ۱۳۸۲ و ۱۳۸۴)، پادیسان گنبد (۱۳۸۳ و ۱۳۸۷)، استقلال گنبد (۱۳۸۵ و ۱۵۸۶)، جواهری گنبد (۱۳۸۸، ۱۳۸۹، ۱۳۹۱ تا ۱۳۹۴)، هاوش گنبد (۱۳۹۰، ۱۳۹۵ و ۱۳۹۶)، تعاون گنبد (۱۳۹۳)، (شهرداری گنبد ۱۳۹۷ تا کنون)

- آمل و مازندران (۲۴ حضور): مخابرات آمل (۱۳۵۶)، بانک استان مازندران (۱۳۶۹ و ۱۳۷۰)، بنیاد جانبازان مازندران (۱۳۶۹)، آرش آمل (۱۳۷۱)، فجر سپاه آمل (۱۳۷۲ و ۱۳۷۳)، چوب سازی نکا (۱۳۷۷)، آبفای آمل (۱۳۸۰)، نارنجستان نور (۱۳۸۱)، بیم مازندران (۱۳۸۷)، کاله مازندران (۱۳۸۸ تا ۱۳۹۸) و لبنیات هراز آمل (۱۳۹۹ تا ۱۴۰۱)

## رده‌بندی مربیان و بازیکنان بر اساس قهرمانی

### سرمربی
۱۶ مربی در ۳۶ دوره لیگ برتر والیبال ایران به عنوان سرمربی به قهرمانی رسیدند که مصطفی کارخانه با ۱۰ قهرمانی پرافتخارترین مربی است.
حسینعلی مهرانپور و بهروز عطایی با ۵ و ۴ قهرمانی در جایگاه دوم و سوم پرافتخارترین سرمبیان لیگ برتر ایران قرار دارند.
|    | نام                    | قهرمانی | نایب قهرمانی | سومی |
| -- | ---------------------- | ------- | ------------ | ---- |
| ۱  | مصطفی کارخانه          | ۱۰      | ۲            | ۱    |
| ۲  | حسینعلی مهرانپور       | ۵       | ۰            | ۱    |
| ۳  | بهروز عطایی            | ۴       | ۲            | ۴    |
| ۴  | مهدی صابرپور           | ۳       | ۱            | ۱    |
| ۵  | محمد حیدرخان           | ۳       | ۰            | ۰    |
| ۶  | پیمان اکبری            | ۲       | ۵            | ۲    |
| ۷  | فاروق فخرالدینی        | ۲       | ۰            | ۰    |
| ۸  | علیرضا معمری           | ۲       | ۰            | ۰    |
| ۹  | احمد پورکاشیان         | ۲       | ۰            | ۰    |
| ۱۰ | عزیز پرتوی             | ۲       | ۰            | ۰    |
| ۱۱ | محمدرضا تندروان        | ۲       | ۰            | ٠    |
| ۱۲ | علیرضا طلوع کیان       | ۱       | ۰            | ۰    |
| ۱۳ | دانیله بانیولی         | ۱       | ۰            | ۰    |
| ۱۴ | رحمان محمدی‌راد         | ۱       | ۰            | ۰    |
| ۱۵ | محمود دلاورخان         | ١       | ۰            | ٠    |
| ۱۶ | حسن کبیری              | ١       | ۰            | ٠    |
| ۱۷ | پرویز کاظمی حسین حسینی | ١       | ۰            | ٠    |

### بازیکن
۲۵۷ بازیکن در مجموع 38 دوره لیگ برتر والیبال ایران موفق به کسب مدال طلا و مقام قهرمانی شدند که محمد موسوی با 15 قهرمانی در صدر این فهرست قرار دارد. امیر حسینی، عادل غلامی، فرهاد ظریف، فرهاد نظری افشار، سعید مصطفی‌وند و محمد موسوی نیز به ترتیب با ۱۵، ۱۴ و ۱۳ دستآورد (مجموع قهرمانی، نایب قهرمانی و سومی) پرافتخارترین بازیکنان ادوار لیگ برتر ایران محسوب می‌شوند. پیمان اکبری، مهدی مهدوی، امیرحسین منظمی، عبدالرضا علیزاده، پوریا فیاضی و محمد ترکاشوند با ۱۱ مقام، علیرضا نادی، مجتبی میرزاجانپور، علیرضا بهبودی و سعید معروف با ۱۰ مقام در گروه دو رقمی‌های مقام‌های اول تا سوم ادوار مختلف لیگ برتر ایران هستند. فرهاد نظری افشار با ۷ نایب قهرمانی و پرویز پزشکی با ۵ سومی در لیست ترین‌ها قرار دارند. لوکاش ژیگادلو نیز با ۳ قهرمانی پرافتخارترین بازیکن خارجی ادوار لیگ برتر ایران محسوب می‌شود.
|    | نام            | تعداد قهرمانی |
| -- | -------------- | ------------- |
| ۱  | محمد موسوی     | 15            |
| ۲  | امیر حسینی     | ۱۰            |
| ۳  | عادل غلامی     | ۸             |
| ۴  | محمد ترکاشوند  | ۸             |
| ۵  | شهرام محمودی   | ۸             |
| ۶  | فرهاد ظریف     | ۶             |
| ۷  | پیمان اکبری    | ۶             |
| ۸  | علیرضا نادی    | ۶             |
| ۹  | مهدی مهدوی     | ۵             |
| ۱۰ | امیرحسین منظمی | ۵             |
| ۱۱ | فرهاد قائمی    | ۵             |
| ۱۲ | حسین معدنی     | ۵             |
| ۱۳ | مجتبی شبان     | ۵             |
| ۱۴ | احمد لاهوتی    | ۵             |
| ۱۵ | جلال لطیف‌زاده  | ۵             |
| ۱۶ | بهنام محمودی   | ۵             |

## پوشش رسانه‌ای
شبکه سوم صدا و سیمای ایران به همراه شبکه جام جم، شبکه ورزش و شبکه شما صدا و سیمای جمهوری اسلامی ایران و همچنین شبکه‌های استانی اقدام به پخش زنده این رقابت‌ها می‌کنند.

## قوانین
قوانین جدید نقل و انتقالات، محرومیت، پلی آف در سال ۹۳–۱۳۹۲:
- بازیکنان دو ساله: از سال آینده به بعد باشگاه‌ها تنها مجاز به قرارداد دو ساله با بازیکنانی هستند که زیر ۲۸ سال سن دارند و در صورت فسخ آن دیگر زیانی متوجه باشگاه یا بازیکن نیست. تا امسال اگر بازیکن یا باشگاه قرار داد فسخ می‌کرد باید ۳۰ درصد زیان می‌داد.
- بازیکنان سرباز: بازیکنان سرباز در اختیار فدراسیون والیبال هستند و اولویت نخست فدراسیون برای تعیین باشگاه آنان، باشگاهی است که قبل از شروع سربازی با آن‌ها قرارداد داشته‌اند. هر زمانی مدت سربازی این بازیکنان تمام شود، آنان بازیکن آزاد محسوب می‌شوند.
- پلی آف لیگ برتر: هشت تیم از مرحله مقدماتی لیگ برتر سال ۱۳۹۲ به مرحله پلی آف صعود می‌کنند و مرحله نهایی پلی اف با حضور چهار تیم برتر به صورت متمرکز در سالن دوازده هزار نفری آزادی برگزار خواهد شد.
- بازیکنان مصدوم: اگر بازیکنان تا قبل از نیم فصل اول مصدوم شوند، باشگاه‌ها مجاز به جذب یک بازیکن جایگزین از بازیکنان آزاد هستند. اگر بازیکنان مصدوم بعد از نیم فصل آماده حضور در مسابقات شوند، بازیکن آزاد محسوب می‌شوند و هم باشگاه قبلی و هم باشگاه جدید می‌توانند آنان را جذب کنند.
- بازیکنانی که با دو باشگاه یا بیشتر قرارداد دارند: از سال آینده هر بازیکنی که با دو باشگاه یا بیشتر قرارداد داشته باشد، این بازیکنان بدون مطرح در کمیته انضباطی به مدت یک سال از حضور در مسابقات محروم می‌شوند.
- آخرین مهلت ثبت قراردادها: باشگاه‌های لیگ برتر تا ۱۶ شهریورماه برای بازیکنان داخلی و ۳۱ شهریور برای بازیکنان خارجی فرصت دارند قرارداد بازیکنان خود را در فدراسیون والیبال ثبت کنند. همچنین در شورای عمومی سازمان لیگ امروز مقرر شد، باشگاه‌هایی که آیین‌نامه داخلی دارند یک نسخه از آن را به سازمان لیگ ارائه کنند تا در مورد جرایم بالاتر از پنج درصد بازیکنان تأیید نهایی گرفته باشند.
- ۱۴ تیمی شدن لیگ: از فصل جدید سال ۹۳ سوپر لیگ در دو گروه هفت تیمی برگزار می‌شود و از هر گروه چهار تیم به مرحله پلی‌آف صعود می‌کنند و در نهایت هم چهار تیم برتر به صورت ضربدری برای راهیابی به نیمه نهایی و فینال به مصاف هم می‌روند.

قوانین جدید برگزاری و پلی آف در سال ۱۳۹۴
- پلی آف: یکی از نکات متفاوت لیگ برتر ۹۵–۱۳۹۴ نحوه برگزاری مرحله پلی آف است. در سال‌های گذشته تیم‌های اول تا چهارم جدول در مرحله پلی آف میزبان بودند و از دیدارهای به بازی سوم می‌کشید دو باره آنان میزبان می‌شدند. یعنی تیم‌ها در مدت ۱۰ روز سه بار سفر می‌کردند، اما از این فصل تیم‌های پنجم تا هشتم جدول میزبان دیدار نخست هستند و تیم‌های اول تا چهارم جدول میزبان دو مسابقه بعدی خواهند بود.
- امتیاز: در این فصل لیگ، همانند لیگ جهانی و جام جهانی، اولویت جدول، تعداد پیروزی تیم‌ها و بعد امتیازها خواهد بود.

## گزینش برای باشگاه‌های آسیا
یک تیم از ایران در قهرمانی باشگاه‌های آسیا حضور دارد که تیم اول (قهرمان) لیگ برتر والیبال ایران خواهد بود.

## لیست تیم‌های کنونی
- در این دوره از مسابقات لیگ برتر (فصل ۱۴۰۳-۱۴۰۲) سیزده تیم حضور دارند:
  - گیتی پسند اصفهان
  - شهداب یزد
  - پیکان تهران
  - چادر ملو اردکان
  - سایپا تهران
  - مس رفسنجان
  - پاس گرگان
  - شهرداری ارومیه
  - طبیعت
  - سپهر صدرا مشهد
  - فولاد سیرجان
  - صنعتگران امید
  - مهرگان نور

### ورزشگاه تیم‌ها
|    | تیم                   | نام ورزشگاه                           | ظرفیت     |
| -- | --------------------- | ------------------------------------- | --------- |
| ۱  | شهداب یزد             | شاهدیه                                | ۶.۲۰۰ نفر |
| ۲  | مهرگان نور            | امام خمینی                            | ۲۰۰۰ نفر  |
| ۳  | پیکان تهران           | خانه والیبال تهران                    | ۳۰۰۰ نفر  |
| ۴  | شهرداری ارومیه        | ورزشگاه غدیر ارومیه                   | ۶۰۰۰ نفر  |
| ۵  | صنعتگران امید         | خانه والیبال تهران                    | ۳۰۰۰ نفر  |
| ۶  | سپهر صدرا مشهد        | مجموعه ورزشی مهران ورزشگاه شهید بهشتی | ۷۰۰۰ نفر  |
| ۷  | سایپا تهران           | خانه والیبال تهران                    | ۳۰۰۰ نفر  |
| ۸  | گیتی‌پسند اصفهان       | مخابرات                               | ۳۰۰۰ نفر  |
| ۹  | چادر ملو اردکان       | ورزشگاه چادرملو                       | ۶۰۰۰ نفر  |
| ۱۰ | پاس گرگان             | امام خمینی                            | ۳۰۰۰ نفر  |
| ۱۱ | مس رفسنجان            | ۹ دی                                  | ۲۰۰۰ نفر  |
| ۱۲ | طبیعت                 | شهید بیضایی اسلامشهر                  | ۱.۵۰۰ نفر |
| ۱۳ | فولاد سیرجان ایرانیان | ورزشگاه گهر روش                       | ۴۰۰۰ نفر  |

## فهرست بازیکنان تأثیر گذار و سرشناس خارجی
از سال ۱۳۷۷ تا به حال: (قبل از سال ۱۳۷۹ بازیکن سرشناس به لیگ ایران ترانسفر نشد و اگر هم ترانسفر شده، نام و اطلاعات دقیقی از آن‌ها موجود نیست - در لیست زیر بازیکنان سرشناس و تأثیرگذارترین بازیکن از سال ۱۳۷۹ به بعد ذکر شده است)
- رودریگو کویرکا
- اوگنی ایوانف
- اسمیلن ملایکوف
- متودی آنانیف
- جاسمین چوتوریچ
- ادین اشکوریچ
- آنجل دنیس
- اسلوبودان کواچ
- ولیکو پتکوویچ
- کراسیمیر گایدارسکی
- رادوان گاوریلویچ
- ساسا گادنیک
- لئندرو مالی
- فرانچسکو بریبانتی
- لئاندرو آراجو
- میروسلاو گرادینارف
- کراسیمیر استفانوف
- یاسر پورتوندو
- دنیل میلوشف
- تونی کواچویچ
- سانجی کومار
- دانیل دسی درو
- فیلیپ بارکا
- نیکولای نیکولوف
- والدو پتکوویچ
- اولی-پکا اویانسیوو
- دیمیتریوس فرانگوس
- میلوش کولافیچ
- رودریگو سانتانا
- فدریکو پریرا
- والریو ورمیلیو
- نیکو فرریکس
- دراگان تراویتسا
- مارکوس کیل
- لوکاش ژیگادلو
- والنتین براتوئف
- اسوتوسلاو گوتسف
- میلان راشیچ
- درک وستفال
- لیبرمن آگامز
- ووین چاچیچ
- میتیا گاسپارینی
- سیمون ون دِ وورد
- گیورگیس زیوماکیس
- میکو اویوانن
- کی فن دایک
- دوبرومیر دیمیتروف
- میتیا گاسپارینی
- میهایلو میتیچ
- روبرت لندی سیمون
- خاویر کانسپسیون

## جستار های وابسته
- فدراسیون والیبال ایران
- لیگ برتر والیبال زنان ایران
- تیم ملی والیبال زنان ایران
- تیم ملی والیبال مردان ایران
- جام پاسارگاد